# 루이자 밀러

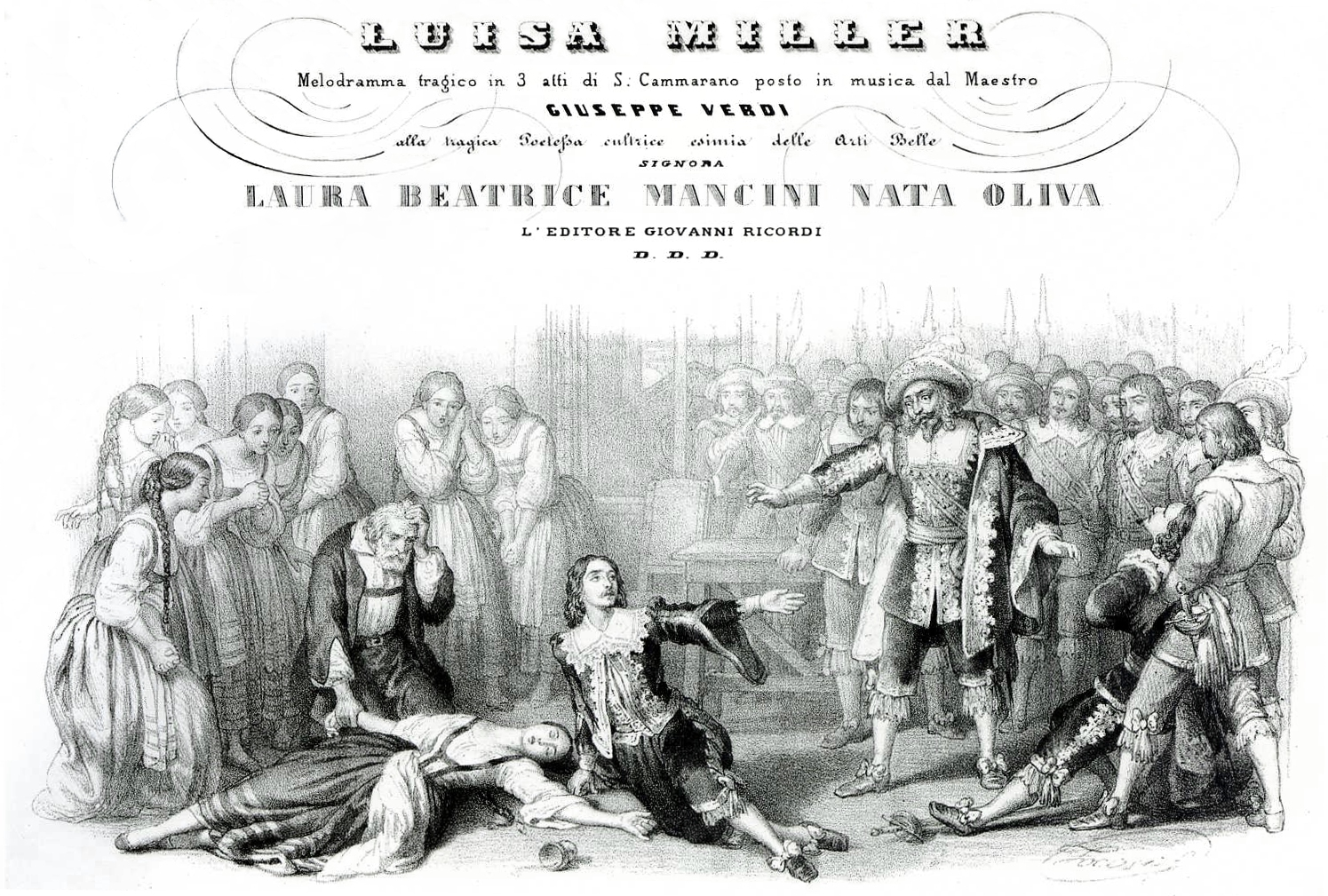

루이자 밀러(Luisa Miller)는 주세페 베르디가 작곡한 3막의 오페라이다. 프리드리히 실러의 연극, 간계와 사랑 (Kabale und Liebe)를 기초로 잘바토레 캄마라노가 이탈리아어 대본은 완성하였다. 1849년 12월 8일 나폴리에서 산 카를로 극장 초연되었다.

## 등장인물
루이자, 그의 딸, 시골 처녀 소프라노
로돌포, 백작의 아들, 루이자의 연인 테너
밀러, 퇴역 군인, 바리톤
발터 백작, 베이스
페데리카, 오스테임의 공작비, 발터의 조카, 콘트랄토
우름, 발터의 집사, 베이스
라우라, 소작농 처녀 메조소프라노
소작농, 테너
마을 사람들, 발터 백작의 하인들, 병사들 - 합창

## 줄거리
17세기 초기, 티롤의 한 마을의 한 처녀를 둘러싼 사랑과 음모를 다룬다. 결국 주인공인 로돌포와 밀러는 오해로 죽게 된다.

### 1막 사랑
- 1장: 티롤 지방, 밀러의 집 앞 광장
- 2장: 발터 백작의 성안의 방
- 3장: 밀러의 집

### 2막 음모
- 1장: 밀러의 집
- 1장: 발터 백작의 성안의 방
- 3장: 성내의 정원

### 3막독약
- 1장: 밀러의 집